# Бока Хуниорс
«Бо́ка Ху́ниорс» (исп. Club Atlético Boca Juniors, испанское произношение: [kluβ aˈtletiko ˈβoka ˈʝunjoɾs]) — аргентинский футбольный клуб из Буэнос-Айреса. Один из сильнейших и самых популярных клубов: выиграл 22 международных турнира, является одним из рекордсменов мира по этому показателю, вместе с клубами «Реал Мадрид» (26) и «Аль-Ахли» (24). Сюда входят шесть Кубков Либертадорес и три Межконтинентальных кубка. Клуб 35 раз становился чемпионом Аргентины, что является вторым показателем в Аргентине после «Ривер Плейта» (39 титулов). Противостояние с этим клубом является Суперкласико аргентинского футбола, и одним из важнейших дерби в мировом футболе.
«Бока» заняла 12-е место в списке лучших клубов XX века ФИФА. Также клуб входит в число 20 лучших клубов мира по версии Международной федерации футбольной истории и статистики, 6 раз занимал первую строчку в ежемесячной версии этого списка — в основном во время пребывания Карлоса Бьянки на посту тренера. «Бока Хуниорс» является рекордсменом по количеству участий в финале Кубка Либертадорес (11 раз).

## История

### 1905—1925

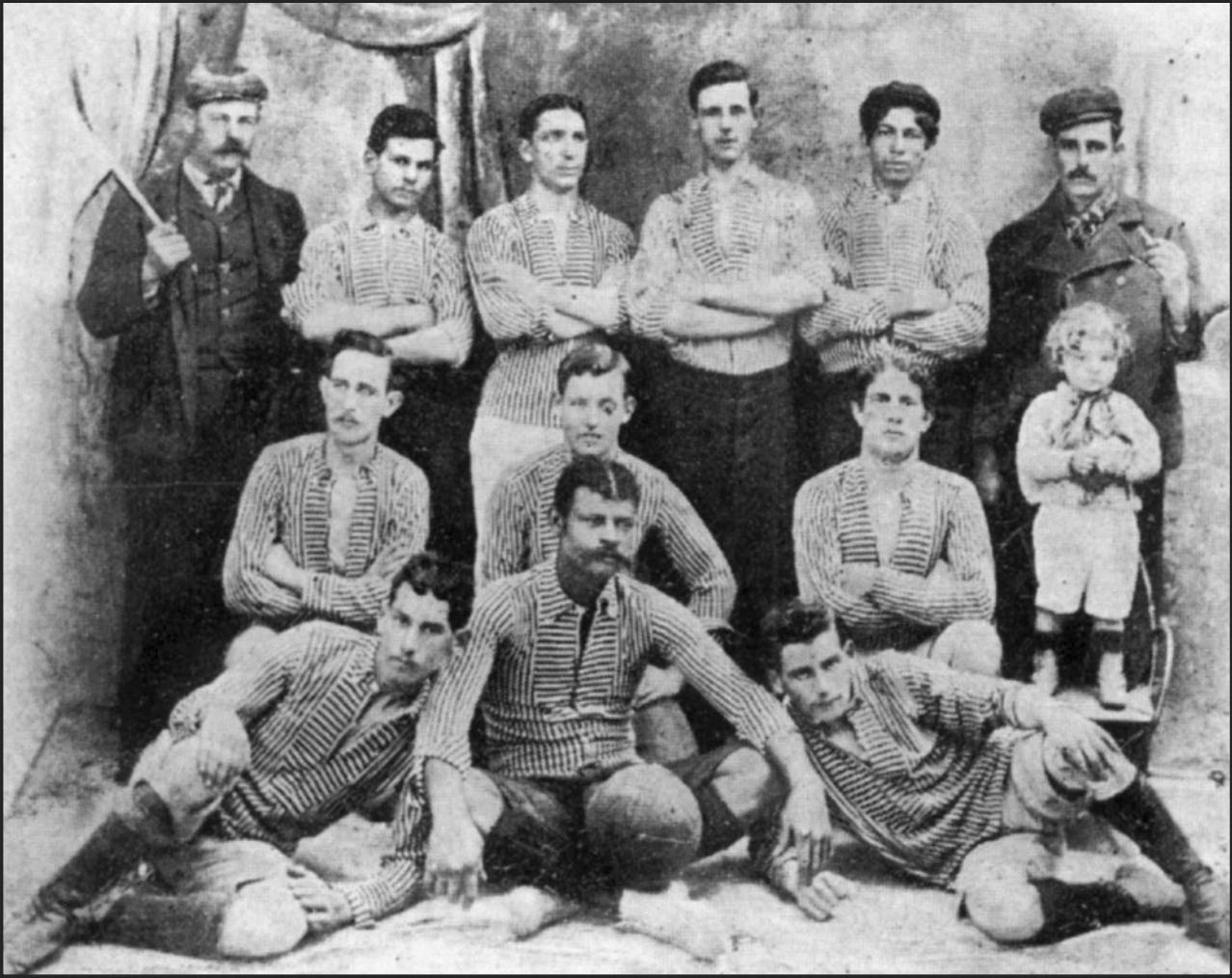
Самое старое известное фото «Бока Хуниорс». 1906 год.

Клуб Атлетико «Бока Хуниорс» был основан 3 апреля 1905 года группой иммигрантов итальянского и греческого происхождения на Пласа Солис, расположенной в центре района Буэнос-Айреса Ла-Бока. После некоторых обсуждений Эстебан Бальетто, Альфредо Скарпатти, Сантьяго Сана и братья Хуан и Теодоро Фаренга согласовали название новой команды — «Бока Хуниорс», в угоду популярной в то время тенденции давать все названия на английском языке, поскольку именно английские железнодорожники привезли футбол в Аргентину. После ряда товарищеских игр «Бока Хуниорс» зарегистрировалась в своём первом турнире — лиге Вилья-Лобос, где в 1906 году выиграла свой первый трофей — «Кубок реформистов» (Copa Reformista). В 1907 году клуб принял участие в лиге Альбион, который в итоге выиграл. 8 декабря 1907 года состоялся первый международный матч, сыгранный «Бокой Хуниорс». Их соперником стал уругвайской «Универсаль» из Монтевидео.
Согласно ряду версий, клуб часто менял цвета, пока не остановился на уже традиционных сине-золотых. По клубной легенде, в 1907 году игроки «Боки» играли с другой командой, имевшей те же цвета, что и они, за право их использовать, и уступили. Тогда после долгих споров команда решила выбрать цвета флага той страны, чьё судно первым войдёт в порт Ла-Боки. Поскольку судно было из Швеции, клубные цвета стали сине-золотыми. Считается, что это было 4146-тонное шведское грузовое судно «Королева София», приплывшее из Копенгагена, хотя другие историки оспаривают это. По их мнению, судном, которое могло дать цвета «Боке», вероятнее всего было «Оскар II», прибывший в порт Ла-Боки 5 февраля 1907 года. На первой версии той формы была жёлтая диагональная полоса, которая позже стала горизонтальной.
В 1908 году «Бока Хуниорс» присоединилась к Ассоциации футбола Аргентины и оформила дебют в Сегунде победой над «Бельграно II» со счётом 3:1. Выиграв состязания своей группы, «Бока Хуниорс» вышла в плей-офф, однако с минимальным счётом уступила «Расингу». В 1910 году команда вновь потерпела поражение от «Расинга» за право выйти в Примеру. Долгожданного продвижения «Бока Хуниорс» смогла добиться только в 1913 году, однако не путём отбора, а вследствие расширения аргентинской Примеры. Свой дебютный сезон команда завершила на пятом месте. За этим последовал более успешный сезон с третьим местом, и куда менее успешным, в котором команда финишировала 14-й. В этот период, в 1913 году, состоялось первой известное «Суперкласико» с «Ривер Плейтом», завершившееся победой «Боки» со счётом 2:1.
По итогам сезона 1919/20 «Бока Хуниорс» впервые стала чемпионом Аргентины, а также завоевала Кубок Ибаргурена и Кубок Вызова. Следующий сезон также стал успешным для команды, которая смогла защитить свой чемпионский титул. В 1923 году «Бока» вновь выиграла чемпионство, а в 1924 году, помимо очередной защиты титула, завершила сезон без единого поражения.

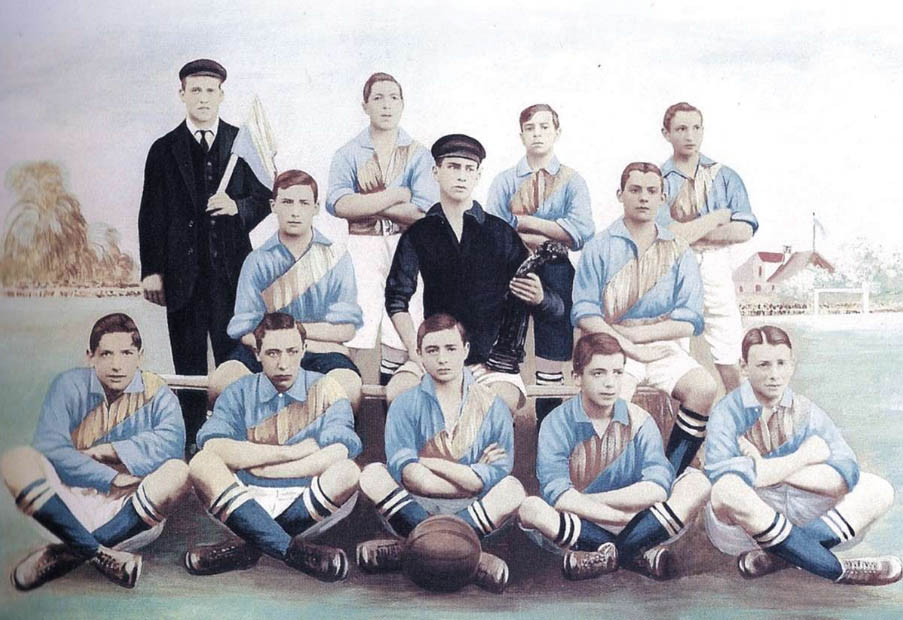
В четвёртом дивизионе. 1908 год.
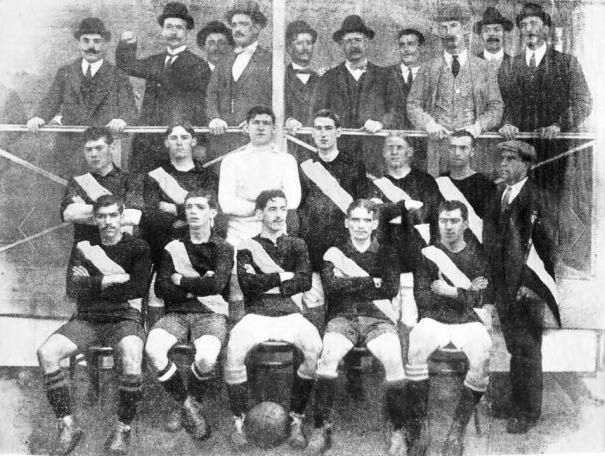
Во втором дивизионе. 1911 год.
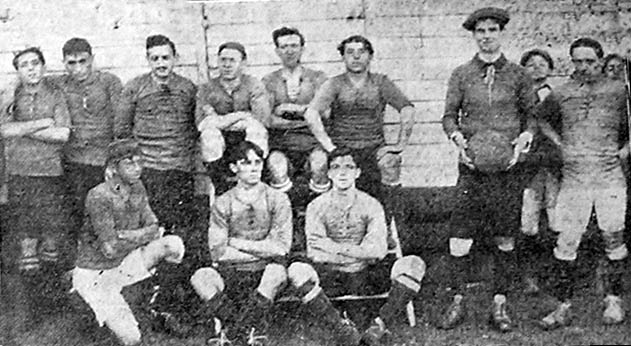
«Бока Хуниорс» — «Ривер Плейт». 1913 год.
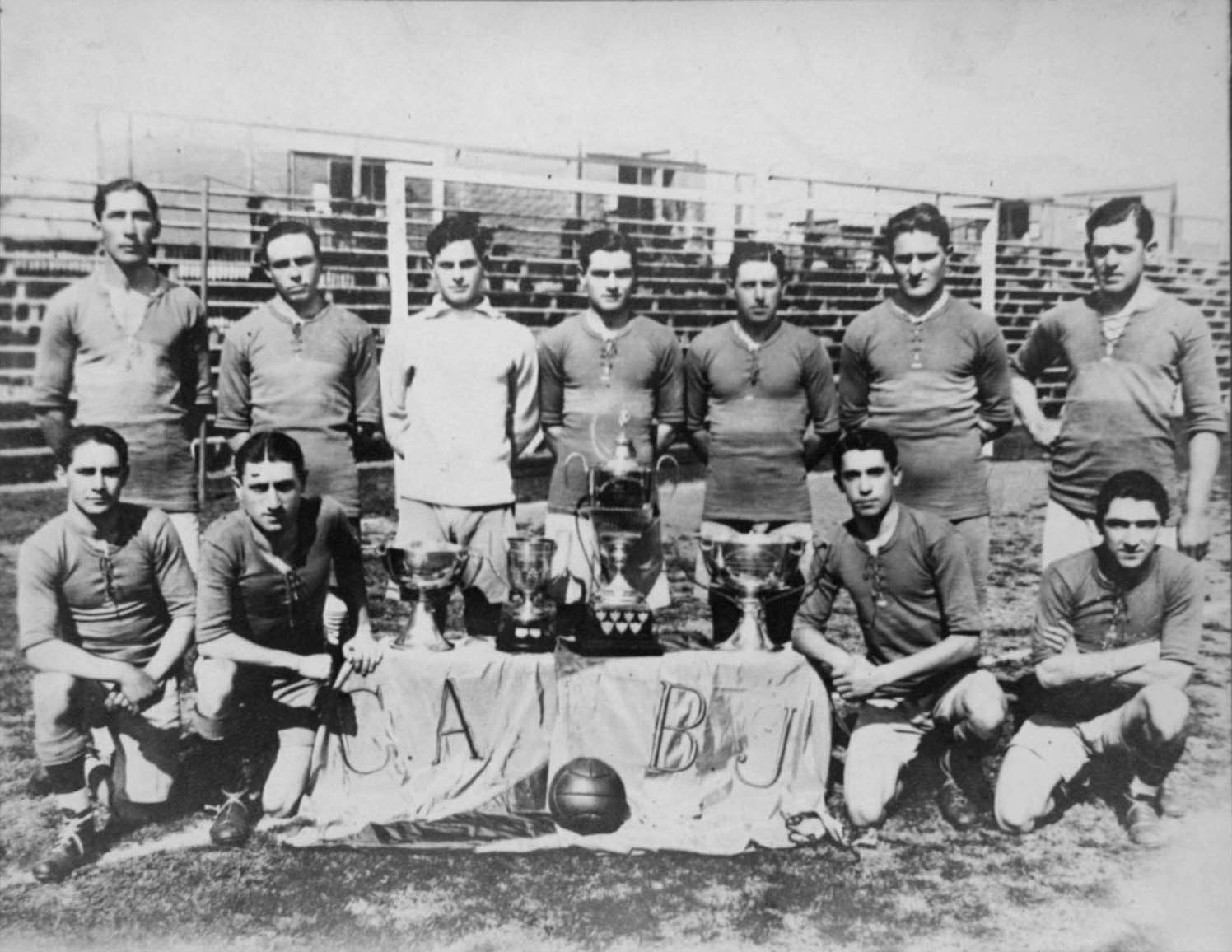
Победители Примеры с трофеями. 1919 год.
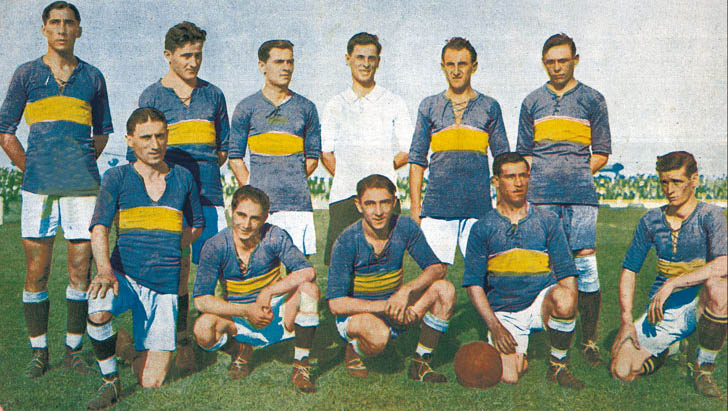
Чемпионы Аргентины. 1920 год.

### 1925—1950
В 1925 году «Бока Хуниорс» впервые отправилась в Европу, в частности в Испанию, Германию и Францию. В общей сложности клуб провёл 19 игр с европейскими командами, выиграв 15 из них. В частности, были одержаны важные победы над «Реал Мадридом», «Сельтой» и «Депортиво Ла-Коруньей». 28 июня 1926 года на встрече, состоявшейся в Аргентинской ассоциации футбола, «Бока Хуниорс» была объявлена «почётным чемпионом» сезона 1925 года, а каждый член команды получил памятную медаль.

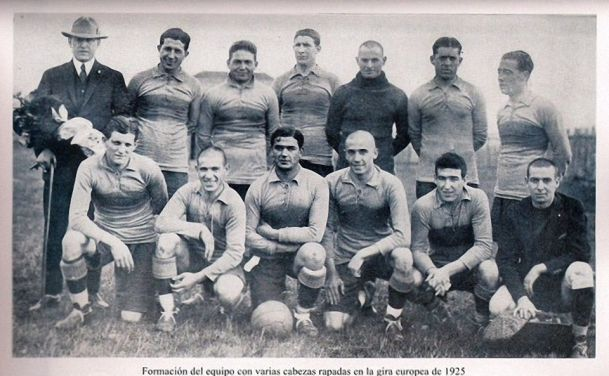
«Бока Хуниорс» во время их европейского турне. 1925 год.

После успеха в Европе «Бока Хуниорс» вернулась к выступлениям в чемпионате страны, где завоевала своё пятое чемпионство по итогам сезона 1926 года, а также одержала победу в одном из национальных кубков — Кубке Эстимуло. Как и в 1924 году, команда стала непобеждённым чемпионом. Этот год также ознаменовался важным событием в истории аргентинского футбола. Две самые большие ассоциации страны — Футбольная ассоциация Аргентины (Asociación Argentina de Football) и Любительская футбольная ассоциация (Asociación Amateurs de Football), решили объединиться, образовав единый чемпионат. Из-за этого было принято решение провести матч за звание «неоспоримого чемпиона» между «Бока Хуниорс» и «Индепендьенте». 20 февраля 1927 года долгожданный матч был прерван из-за беспорядков среди болельщиков, а переигровка 3 марта 1927 года не определила победителя. Из-за начала нового сезона дальнейшая переигровка не имела смысла и всё рассудил уже новый сезон, в котором «Бока Хуниорс» не только стала чемпионом, но и завоевала Кубок Вызова.

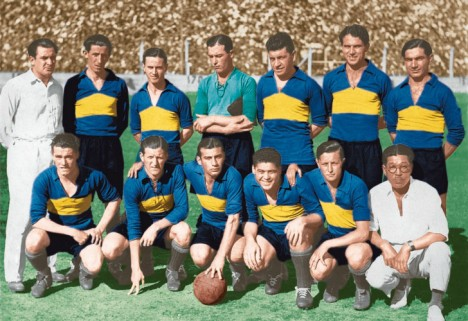
«Бока Хуниорс» — 7-кратный чемпион Аргентины. 1931 год

Так, выиграв четыре чемпионата и четыре кубка, «Бока Хуниорс» закончила 1920-е годы одной из самых успешных аргентинских команд десятилетия.
Упустив чемпионство в 1929 году, «Бока Хуниорс» выиграла в чемпионатах Аргентины 1930 и 1931 годов. В последнем важную роль сыграла победа над основным конкурентом в чемпионской гонке — «Ривер Плейтом» — со счётом 3:0. В 1934 году победа над «Платенсе» в 38 туре чемпионата принесла клубу очередной титул чемпионов Аргентины. В 1935 году аргентинский чемпионат перешёл на профессиональную основу, и победа в 33 туре над «Тигре» принесла «Боке» очередной чемпионский титул. Десятилетие клуб закрыл чемпионством 1940 года, немалую важность в котором сыграла победа «Индепендьенте» 5:2, и победой в Кубке Ибаргурена после разгромной победы над «Росарио Сентралем» 5:1. Ведущими игроками в 1930-е годы были Хуан Юстрич, Педро Суарес, Дельфин Бенитес, Доминго Тараскони, Роберто Черро и Франсиско Варальо.

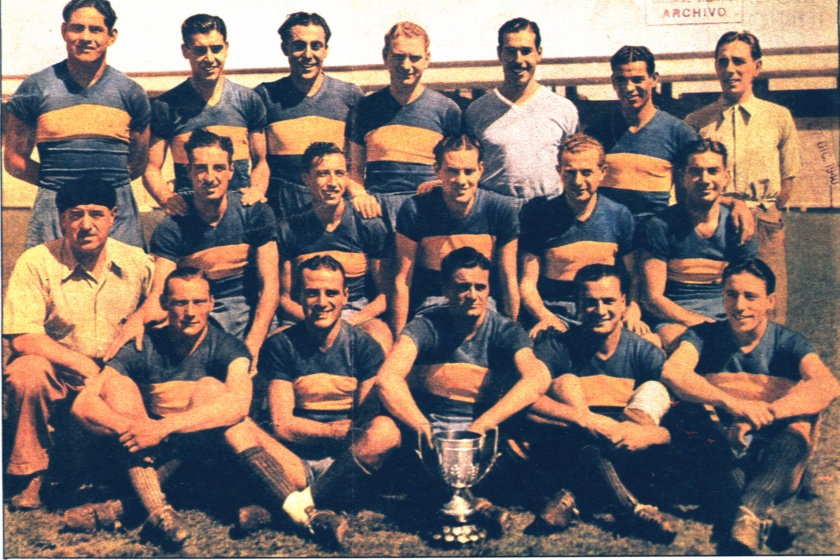
Чемпионы 1940 года.

Впервые в 1940-е годы «Бока Хуниорс» стала в 1944 году. Всё решил матч с основным конкурентом за чемпионство — «Расингом», который потерпел поражение от «Боки» со счётом 3:0. Сам матч проходил на арене «Ривер Плейта» ввиду того, что «Ла Бомбонера» была закрыта из-за беспорядков болельщиков. В этом же году клуб выиграл свой пятый по счёту Кубок Ибаргурена, победив в финале «Тукуман» со счётом 3:0. В 1946 году «Бока Хуниорс» выиграла Британский кубок. В 1949 году «генуэзцы» были близки к вылету из Примеры, однако команда сумела сохранить место в элите, победив в конце чемпионата «Ланус».

### 1950—1995
В 1954 году победа над «Ураканом» со счётом 3:1 принесла «Боке» очередное чемпионство, ставшее первым для команды после девяти малоудачных лет. В 1959 году, несмотря на 8-е место по итогам чемпионата, клуб одержал победу сразу в двух Суперкласико. В 1962 году «Бока» с минимальным перевесом, 1:0, обыграла «Ривер Плейт» и, наконец, вновь стала чемпионом Аргентины, открыв начало первой «золотой эре» в профессиональной истории клуба. «Бока» первенствовала в чемпионатах 1964 и 1965 годов.

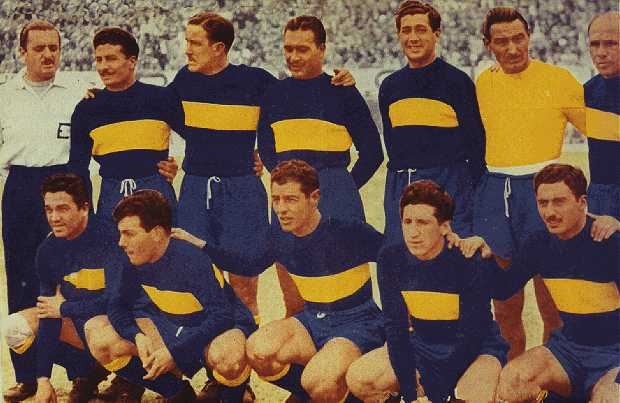
«Бока Хуниорс» — чемпионы 1969 года.

23 июня 1968 года после Суперкласико на «Монументале» в давке у 12-го выхода погиб 71 человек и 150 получили ранения. Это была самая большая трагедия в истории аргентинского футбола. Большинство погибших были подростками и молодыми людьми, средний возраст жертв составлял 19 лет. Все погибшие были болельщиками «Боки». В конце 1968 года 68 футбольных клубов, входящих в Аргентинскую футбольную ассоциацию, собрали 100 тыс. песо для семей погибших. Однако после трёх лет правительственного расследования, к большому разочарованию семей погибших, виновных в трагедии так и не установили.

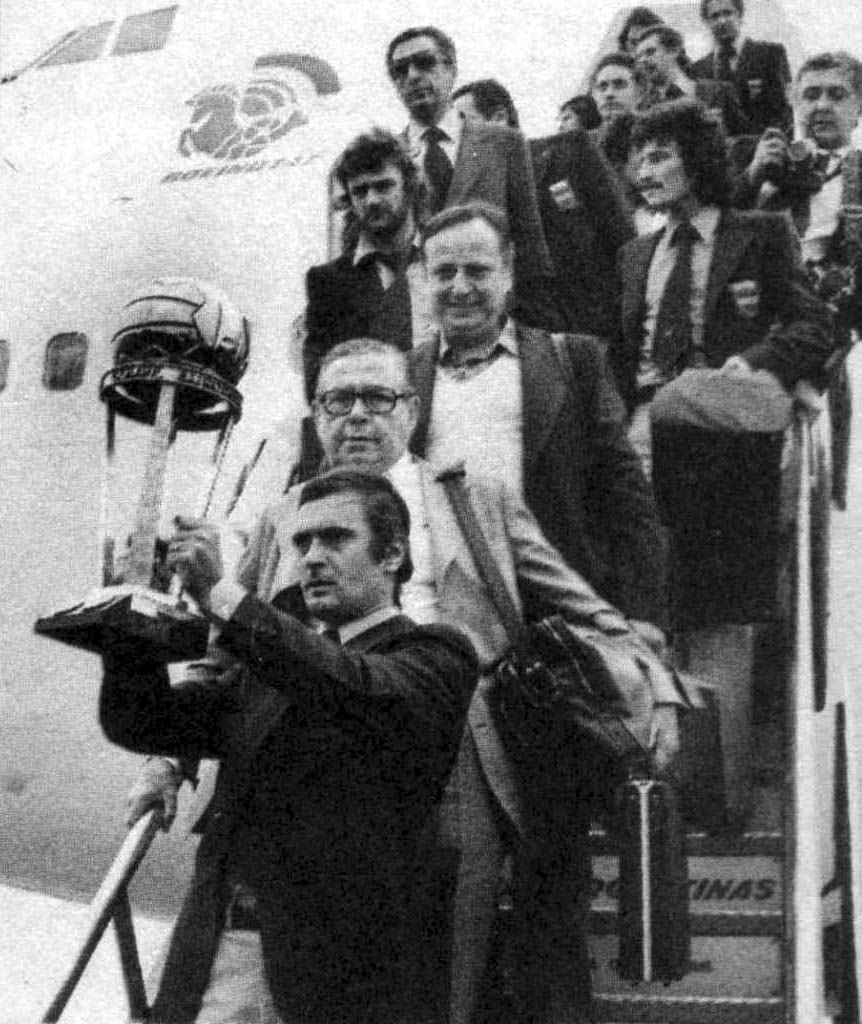
«Бока Хуниорс» привозит домой Межконтинентальный кубок. 1977 год.

В 1969 году был учреждён первый полноценный формат Кубка Аргентины. Проведя в общей сложности 10 матчей, выиграв семь, сыграв вничью и уступив по одному разу, «Бока Хуниорс» стала первым обладателем трофея. В этом же году ничья в последнем матче чемпионата на «Монументале» решила судьбу чемпионства в пользу «Боки Хуниорс». В 1970 году победа над «Росарио Сентралем» принесла «сине-золотым» победу в чемпионате Насьональ. В 1976 году в пришёл Хуан Карлос Лоренсо. Он стал одним из самых успешных тренеров в истории клуба, выиграв пять официальных титулов за три года. Первым из них стал Метрополитано 1976 года, победу в котором «Бока» одержала, одолев «Унион» со счётом 2:0. В том же году команда выиграла чемпионат Насьональ. В историческом финальном матче «Бока Хуниорс» одержала верх над «Ривер Плейтом» со счётом 1:0. Эта победа позволила клубу квалифицироваться в Кубок Либертадорес 1977 года.
Кампания в главном клубном турнире Южной Америки стала весьма успешной для «Боки Хуниорс», которая встретилась в финале с бразильским «Крузейро». После победы 1:0 в Буэнос-Айресе и поражения в Белу-Оризонти с тем же счётом, была назначена дополнительная встреча в Монтевидео, где «бостерос» в первый раз в своей истории сумели покорить континентальную вершину. За этим последовали матчи за Межконтинентальный кубок с западногерманской «Боруссией» из Мёнхенгладбаха — аргентинский клуб вновь вышел победителем. В 1978 году «Бока Хуниорс» повторила свой успех на южноамериканской арене. Этот успех стал возможен благодаря победе 4:0 над колумбийским «Депортиво Кали» в решающем матче на «Бомбонера».

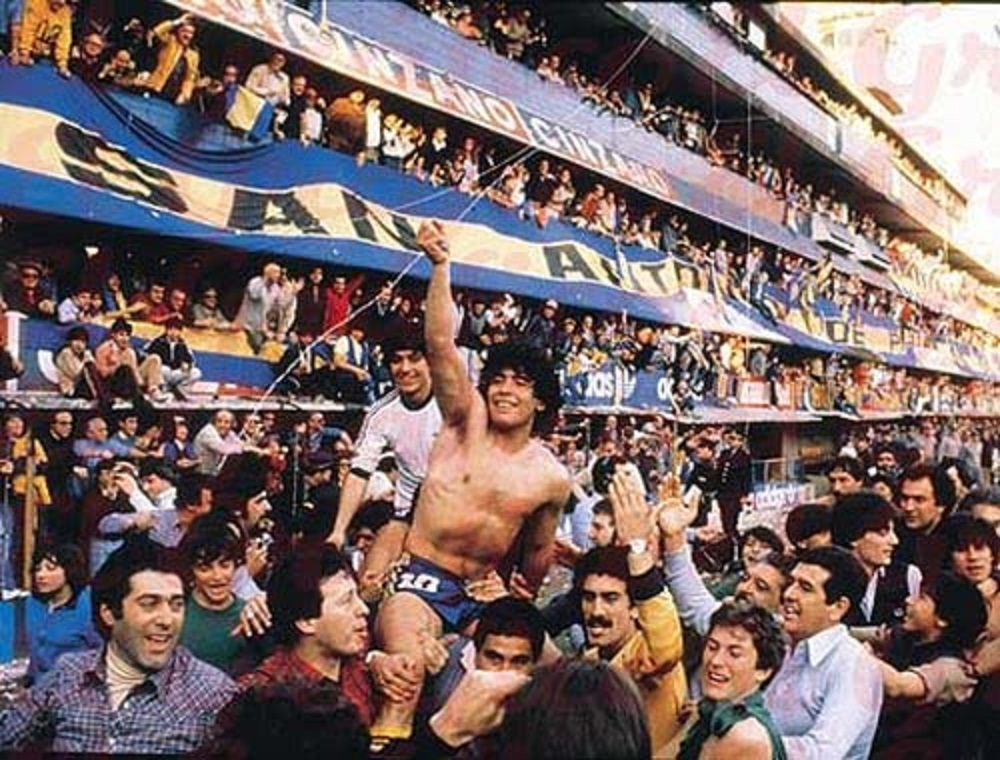
Марадона празднует с болельщиками победу в чемпионате. 1981 год.

В начале 1980-х годов под руководством Сильвио Марсолини в клуб перешёл ряд сильных футболистов: Мигель Бриндиси, Освальдо Эскудеро, Марсело Троббиани, а также Диего Марадона. «Бока Хуниорс» выиграла Метрополитано 1981 года, после чего в истории клуба наступила «титульная засуха». В следующем году Марадона перешёл в «Барселону», а в 1984 году клуб остановился в шаге от банкротства. Президентом клуба стал Антонио Алегре, под руководством которого «Бока Хуниорс» выиграла 153 судебных процесса. Руководитель клуба заложил свои бизнес-активы на 250 тыс. долларов США, а также предоставил клубу финансовую поддержку в 800 тыс. долларов. Эти и другие меры позволили Алегре восстановить финансовое благополучие «Боки», а после продажи ранее приобретённой земли за 21 млн долларов — и вовсе начать возрождение. Так, на рубеже десятилетий «Бока Хуниорс» одержала ряд важных побед, в том числе выиграл Суперкубок Либертадорес 1989 года, Рекопу 1990 года, Апертуру 1992 года, Кубок обладателей Суперкубка Либертадорес 1992 года и Золотой Кубок 1993 года.

### 1995—2010

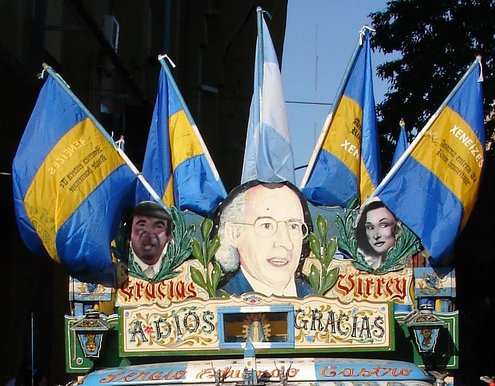
Один из примеров дани уважения Бьянки от болельщиков «Бока Хуниорс».

В 1998 году главным тренером «Боки Хуниорс» стал Карлос Бьянки, которому было суждено привести свою команду к небывалому успеху. Первым достижением «эры Бьянки» стала Апертура 1998 года, которую «Бока Хуниорс» завершила без поражений. Следом за этим последовал успех в Клаусуре 1999 года, а серия без поражений в 40 матчей позволила «Боке» побить рекорд, установленный «Расингом» в 1960-е годы. Этот рекорд в эру профессионального аргентинского футбола по-прежнему не побит. 2000 год стал самым успешным для команды Бьянки. После 22 лет ожиданий «Бока Хуниорс» выиграла Кубок Либертадорес, одолев в решающем матче турнира бразильский «Палмейрас» в серии пенальти. «Бока Хуниорс» отправилась в Токио, где два гола Мартина Палермо принесли команде победу над мадридским «Реалом» в матче за Межконтинентальный кубок. В том же году «Бока Хуниорс» выиграла ещё один аргентинский чемпионат, завершив 2000 год с тремя титулами. В 2001 году «Бока» вновь завоевала Кубок Либертадорес, одолев по серии пенальти мексиканский «Крус Асуль».
В 2002 году Карлос Бьянки покинул команду из-за конфликта с президентом клуба Маурисио Макри. Новым тренером стал Оскар Табарес, под руководством которого «Бока» дважды упустила чемпионство, и уже в конце 2002 года под давлением болельщиков руководство команды вынуждено было связаться с Бьянки на предмет его возвращения. После сложных переговоров в начале 2003 года Карлос Бьянки был восстановлен в должности главного тренера команды. Руководство клуба вскоре не пожалело о том, что пошло на поводу болельщиков, ведь с возвращением Бьянки вернулись и большие победы. Так, в 2003 году «Бока Хуниорс» выиграла свой третий за четыре года Кубок Либертадорес, одержав в финале верх в противостоянии с бразильским «Сантосом». Следом за этим последовал матч за Межконтинентальный кубок, в котором в серии пенальти аргентинцы обыграла итальянский «Милан».
В 2004 году «сине-золотые» вновь вышли в финал Кубка Либертадорес, однако неожиданно уступили трофей колумбийскому «Онсе Кальдасу». После этого Бьянки подал в отставку, а с его уходом завершился один из самых успешных периодов в истории клуба. На пост тренера был привлечён экс-игрок клуба Мигель Бриндиси, однако после неудачи в Апертуре 2004 года он ушёл в отставку.

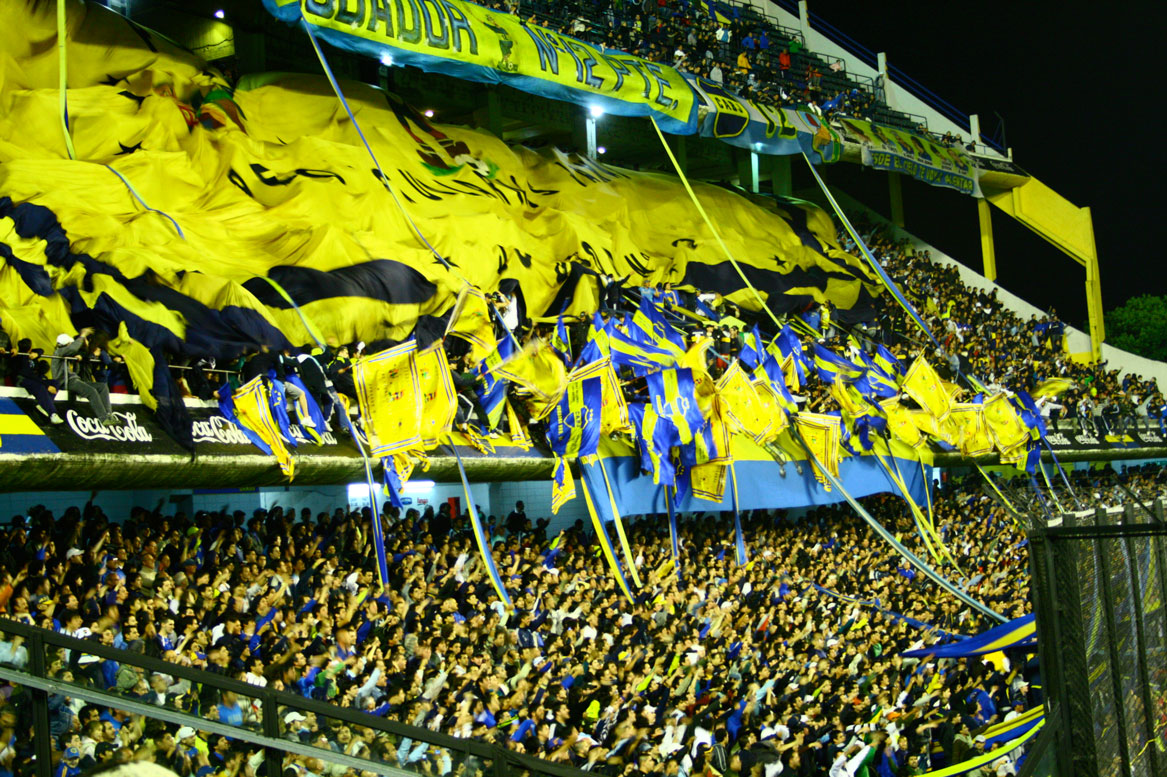
Поддержка трибун на «Ла Бомбонера». 2010 год.

В Клаусуре 2010 года команда тренировалась в первую очередь Абелем Алвесом, а затем Роберто Помпеем, которые до этого работали с молодёжными составами. «Бока» финишировала 16-й, поэтому руководство клуба решило нанять Клаудио Борги в качестве нового главного тренера, однако он покинул команду после всего 14 матчей из-за плохих результатов. Роберто Помпей был исполнял обязанности главного тренера до конца Апертуры. «Бока» финишировала на 12-й позиции.

### 2011—н.в.
В январе 2011 года руководство «Боки» подписало 2-летний контракт с тренером Хулио Фальсьони. В декабре 2011 года «Бока Хуниорс» выиграла очередной чемпионат страны — Апертуру. В 2012 году команда дошла до финала Кубка Либертадорес, где уступила трофей «Коринтиансу». 8 августа 2012 года, победив в финале «Расинг», «Бока Хуниорс» стала обладателем Кубка Аргентины.
5 января 2013 года Карлос Бьянки вернулся в команду. Он руководил командой в 74 матчах, до 28 августа 2014 года, но был уволен из-за неудовлетворительных результатов. Новым тренером стал Родольфо Арруабаррена.

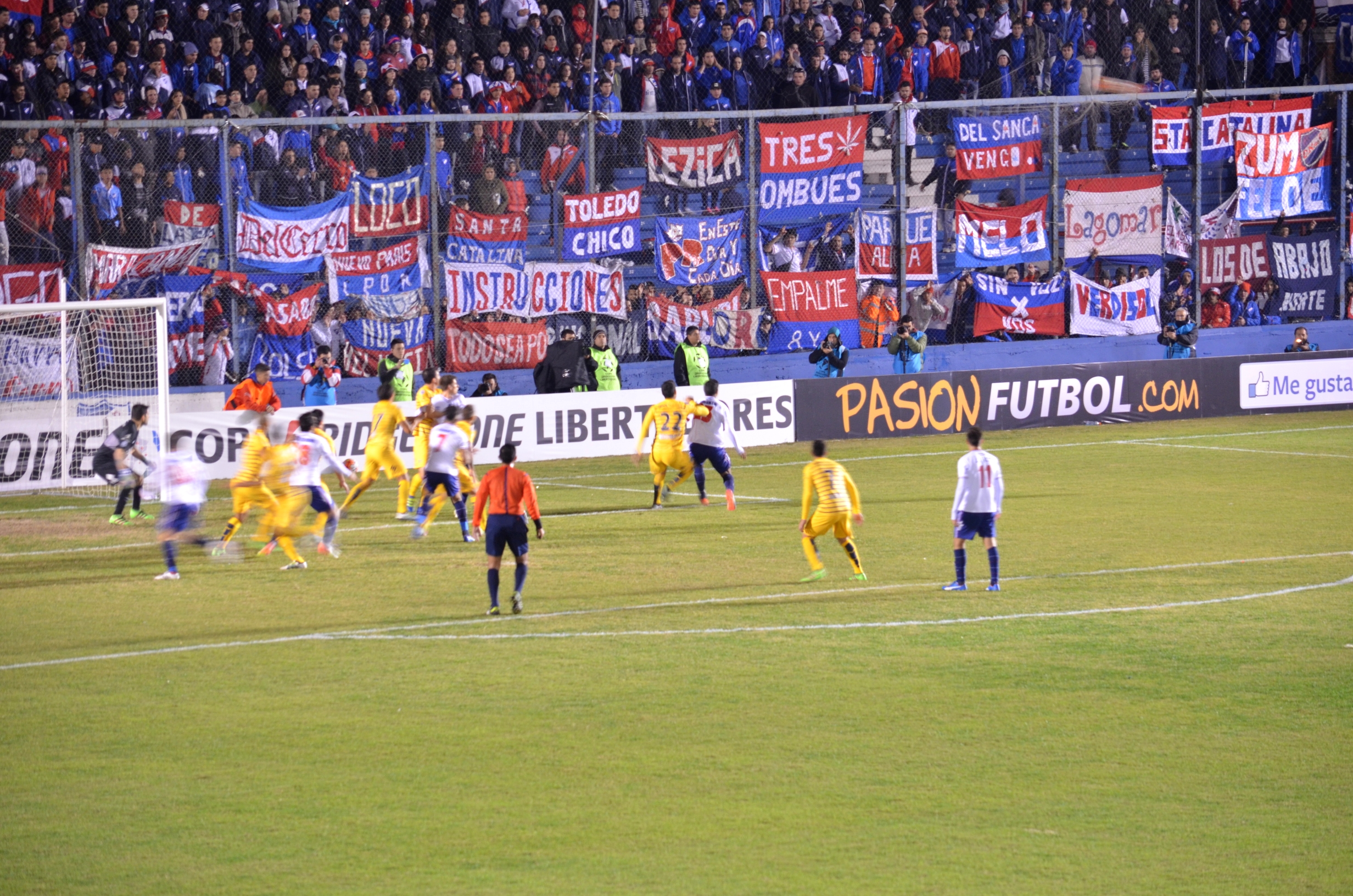
«Насьональ» — «Бока Хуниорс». Кубок Либертадорес 2016 год.

С Арруабарреной в качестве тренера «Бока Хуниорс» дошла до полуфинала Южноамериканского кубка 2014 года, где уступила «Ривер Плейту». В следующем году в розыгрыше Кубка Либертадорес «Бока Хуниорс» была дисквалифицирована из-за инцидентов с болельщиками во время домашнего матча плей-офф с «Ривер Плейтом». Четыре игрока «Ривер Плейта» перенесли «химический керитит» (воспаление роговицы) в результате воздействия химических веществ. До этого матча «Бока» выиграла все игры группового этапа, взяв 18 очков и пропустив только два мяча в шести играх. После этого разочарования «Бока Хуниорс» выиграла титул чемпиона Примеры, а всего через три дня после победы в чемпионате сезона 2014/15 «Бока Хуниорс» завоевала Кубок Аргентины.
29 февраля 2016 года Арруабаррена был уволен с поста главного тренера «Боки Хуниорс». 1 марта «бостерос» возглавил Гильермо Баррос Скелотто. Уже под его руководством «Бока Хуниорс» выиграла чемпионат Аргентины 2016/17.
В 2018 году «Бока» вновь дошла до финала Кубка Либертадорес, который стал 11-м для клуба и рекордным за всю историю турнира (с 2012 года «Бока» делила первое место по этому показателю с уругвайским «Пеньяролем»). Впервые в истории турнира сошлись две популярнейшие аргентинские команды. Финал омрачили инциденты с болельщиками «Ривера», забросавшими автобус с игроками «Боки» перед ответным финалом. В итоге КОНМЕБОЛ наказал «Ривер Плейт» переносом его домашней игры на нейтральное поле в Мадрид. Несмотря на это, «Ривер Плейт» всё же сумел одержать верх над своими извечными соперниками.

## Достижения

### Национальные
- Чемпион Аргентины (29): 1931, 1934, 1935, 1940, 1943, 1944, 1954, 1962, 1964, 1965, 1969 (Насьональ), 1970 (Н), 1976 (Метрополитано), 1976 (Н), 1981 (М), 1992 (Ап), 1998 (Ап), 1999 (Кл), 2000 (Ап), 2003 (Ап), 2005 (Ап), 2006 (Кл), 2008 (Ап), 2011 (Ап), 2015, 2016/17, 2017/18, 2019/20, 2022
- Чемпион Аргентины в допрофессиональный период (6): 1919, 1920, 1923, 1924, 1926, 1930
- Обладатель Кубка Аргентины (4): 1969, 2011/12, 2014/15, 2019/20
- Обладатель Суперкубка Аргентины (2): 2018, 2022
- Обладатель Кубка Профессиональной лиги (2): 2020 (Кубок Д. А. Марадоны), 2022
- Финалист Кубка Профессиональной лиги (1): 2019 (Кубок Суперлиги)

### Международные
- Обладатель Кубка Либертадорес (6): 1977, 1978, 2000, 2001, 2003, 2007
- Финалист Кубка Либертадорес (6): 1963, 1979, 2004, 2012, 2018, 2023
- Обладатель Южноамериканского кубка (2): 2004, 2005
- Обладатель Суперкубка Либертадорес (1): 1989
- Обладатель Рекопы Южной Америки (4): 1990, 2005, 2006, 2008
- Обладатель Кубка обладателей Суперкубка Либертадорес (1): 1992
- Обладатель Золотого кубка (1): 1993
- Обладатель Межконтинентального кубка (3): 1977, 2000, 2003

## Стадион

Панорама «Альберто Х. Армандо»

Стадион Альберто Х. Армандо — стадион футбольного клуба «Бока Хуниорс», находящийся в районе Ла-Бока в Буэнос-Айресе, более известный как «Ла Бомбонера», либо «Бомбонера». Данное название связано с архитектурной особенностью арены — одна из её трибун усечена и она напоминает «шоколадную коробку» или конфетницу (бонбоньерку). По клубной легенде, данное название появилось из-за Виктора Сульчича, архитектора стадиона, взявшего за пример формы будущей арены подаренную ему на день рождения коробку конфет. Необычная форма сделала акустику «Ла Бомбонеры» широко известной в мире, а сам стадион знаменит ещё одной интересной особенностью: он вибрирует, когда болельщики начинают вместе подпрыгивать.

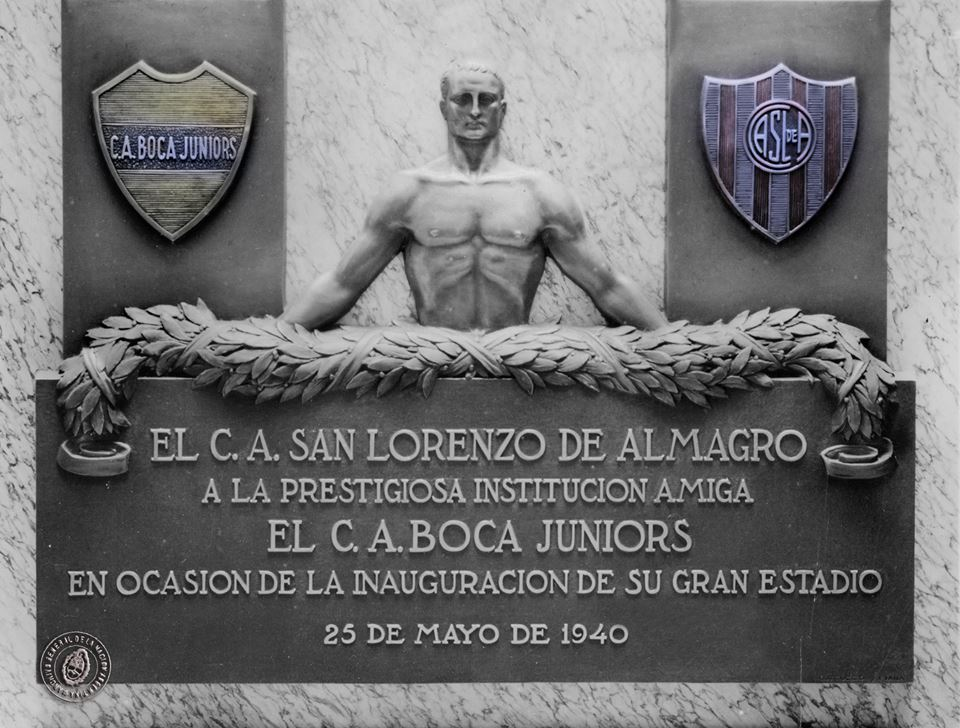
Памятная доска, установленная в честь матча открытия «Ла Бомбонеры».

Работы по возведению «Ла Бомбонера» начались в 1938 году. Ранее на месте будущего стадиона также была арена, которую «Бока Хуниорс» вынужден был оставить в 1907 году из-за несоответствия требованиям футбольной ассоциации Аргентины. Арена была открыта 25 мая 1940 года матчем между «Бока Хуниорс» и «Сан-Лоренцо», в котором хозяева победили со счётом 2:0. Начиная со своего открытия «Ла Бомбонера» продолжала модернизироваться и расширяться, так в1953году был добавлен третий ярус стадиона. 20 ноября 1986 года «Ла Бомбонера» был переименован на «Камило Чичеро» в честь одного из видных в истории «Бока Хуниорс» президентов клуба. В 1996 году последовала последняя, и завершающая волна модернизации арены, итогом которой стало постепенное приобретение «Ла Бомбонерой» её нынешнего вида. Так одна из сторон стадиона, что была практически не достроена, была заполнена несколькими балконами и VIP-ложами. Примечательной деталью является то, что один из них являлся личным для экс-игрока и болельщика клуба Диего Марадоны. В этот период стадион был украшен знаменитыми работами известных художников Ромуло Максио и Переса Селиса, придавших внутреннему виду «Ла Бомбонера» необычайную яркость и помпезность. 27 декабря 2000 года арена вновь была переименована, на этот раз в честь президента клуба Альберто Армандо, занимавшего свой пост во время возрождения «Бока Хуниорс» в 1960-х годах.
В настоящее время «Ла Бомбонера» является одной из самых популярных и значимых арен как в истории аргентинского, так и мирового футбола. Стадион является очень популярным местом среди туристов в Буэнос-Айресе, что неоднократно отмечается местными властями. С 2001 года на арене работает клубный музей. Он размещается на 2 этажах и охватывает историю клуба от 1905 года до современности. В музее есть Зал славы клуба, большой мурал, посвящённый Диего Марадоне, а также среди не футбольных ценностей — выполненная в цветах «Бока Хуниорс» гитара Ленни Кравица, с которой он выступал на «Ла Бомбонере» в 2005 году. Помимо Кравица, на «Ла Бомбонера» выступало множество других мировых знаменитостей, таких как: Элтон Джон, Джеймс Блант, Bee Gees и Backstreet Boys. В 2011 году на территории стадиона была открыта гигантская статуя рекордсмену клуба — Мартину Палермо. Помимо этой статуи, на территории стадиона установлены статуи: Диего Марадоне, Хуану Роману Рикельме, Гильермо Барросу Скелотто, Анджелу Клементе Рохасу, Сильвио Марсолини и Антонио Раттину. Первым тренером клуба, удостоенным памятника на «Ла Бомбонера», стал Карлос Бьянки, который является самым успешным тренером в истории клуба. Это случилось в октябре 2016 года.
«Ла Бомбонера» принимала множество матчей национальной сборной Аргентины, а также 9 финалов Кубка Либертадорес: 1963, 1977, 1978, 1979, 2000, 2001, 2003, 2004 и 2007 года.

## Болельщики

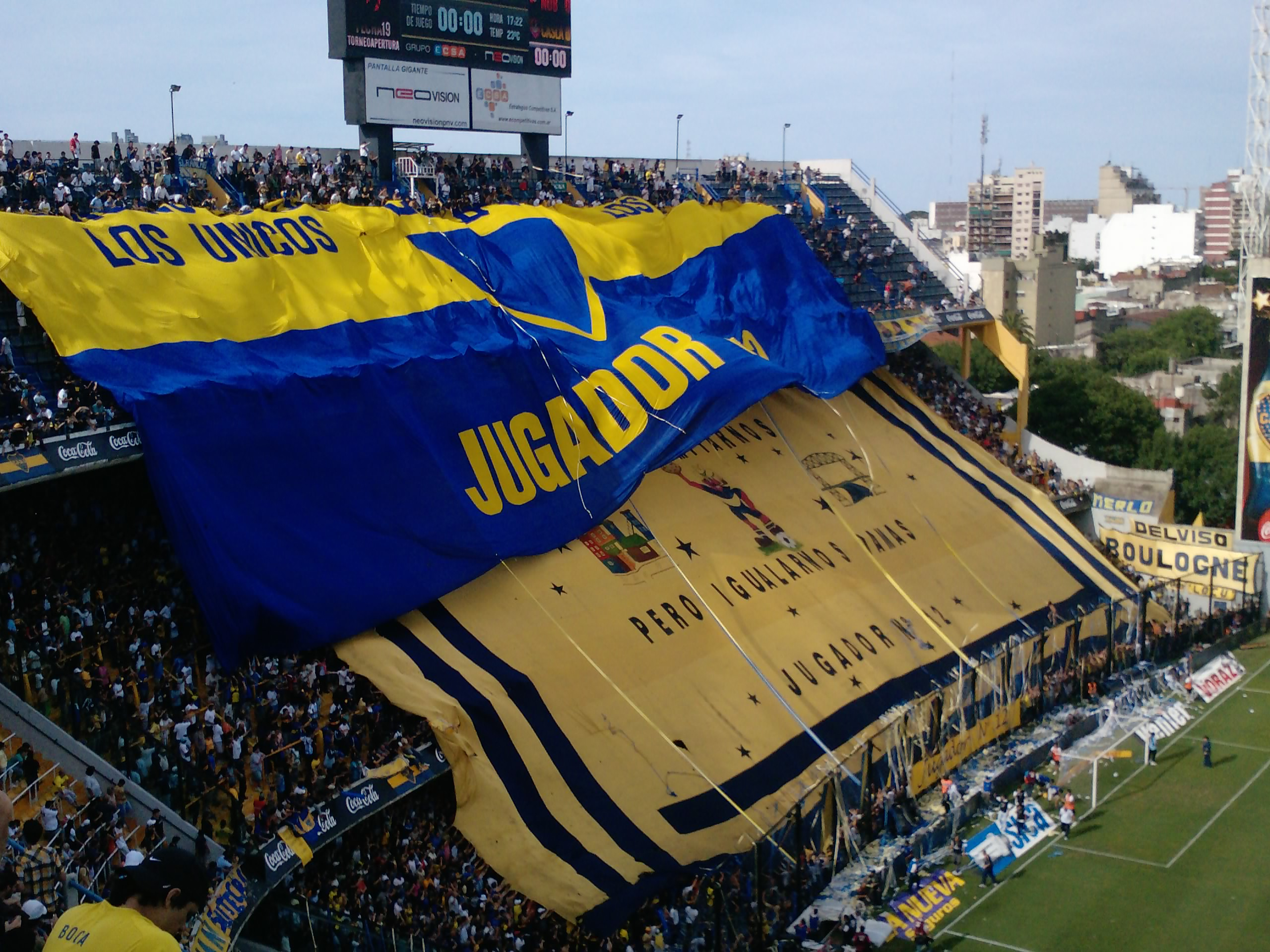
Поддержка болельщиков «Бока Хуниорс».

«Бока Хуниорс» традиционно считается клубом рабочего класса Аргентины, в отличие от своего главного соперника «Ривер Плейта», дерби с которым, более известное как «Суперкласико» является одним из самых захватывающих дерби в мире.
«Бока Хуниорс» утверждает, что является клубом «половина плюс один» от населения Аргентины. Однако по опросу 2006 года эта часть составила лишь 40 %, что впрочем, является самой большой долей в стране. У «Бока Хуниорс» наибольшее количество поклонников в стране, о чём свидетельствует не только процент в каком-либо опросе, а и их признанный статус — «народной команды».
В честь «Бока Хуниорс» названы, помимо множества провинциальных команд в самой Аргентине, ещё многие команды в разных странах мира. Клубы, названные в честь аргентинского гранда есть в Белизе (чемпион страны 2004, прекратил существование), Боливии (3-й дивизион), Чили (любительский), Колумбии (дважды — вице-чемпион страны в эпоху Эль-Дорадо, не существует), Гане, Гибралтаре (называется «Бока Хуниор»), Гренаде, Кении, на Мадагаскаре, Сент-Люсии, США (прекратил функционирование), в Уругвае. Швейцарская музыкальная группа The Glue назвала один из своих альбомов в честь «Бока Хуниорс».
В 1975 году был снят фильм (La Raulito) о жизни Мэри Эшер Даффау, известной как Ла Раулито, знаменитой болельщицы «Бока Хуниорс». Она умерла 30 апреля 2008 года в возрасте 74 лет, в день матча «Бока Хуниорс» против бразильского «Крузейро» в рамках Кубка Либертадорес, который игроки и болельщики обеих команд начали с минуты молчания в её память.

## Эмблема

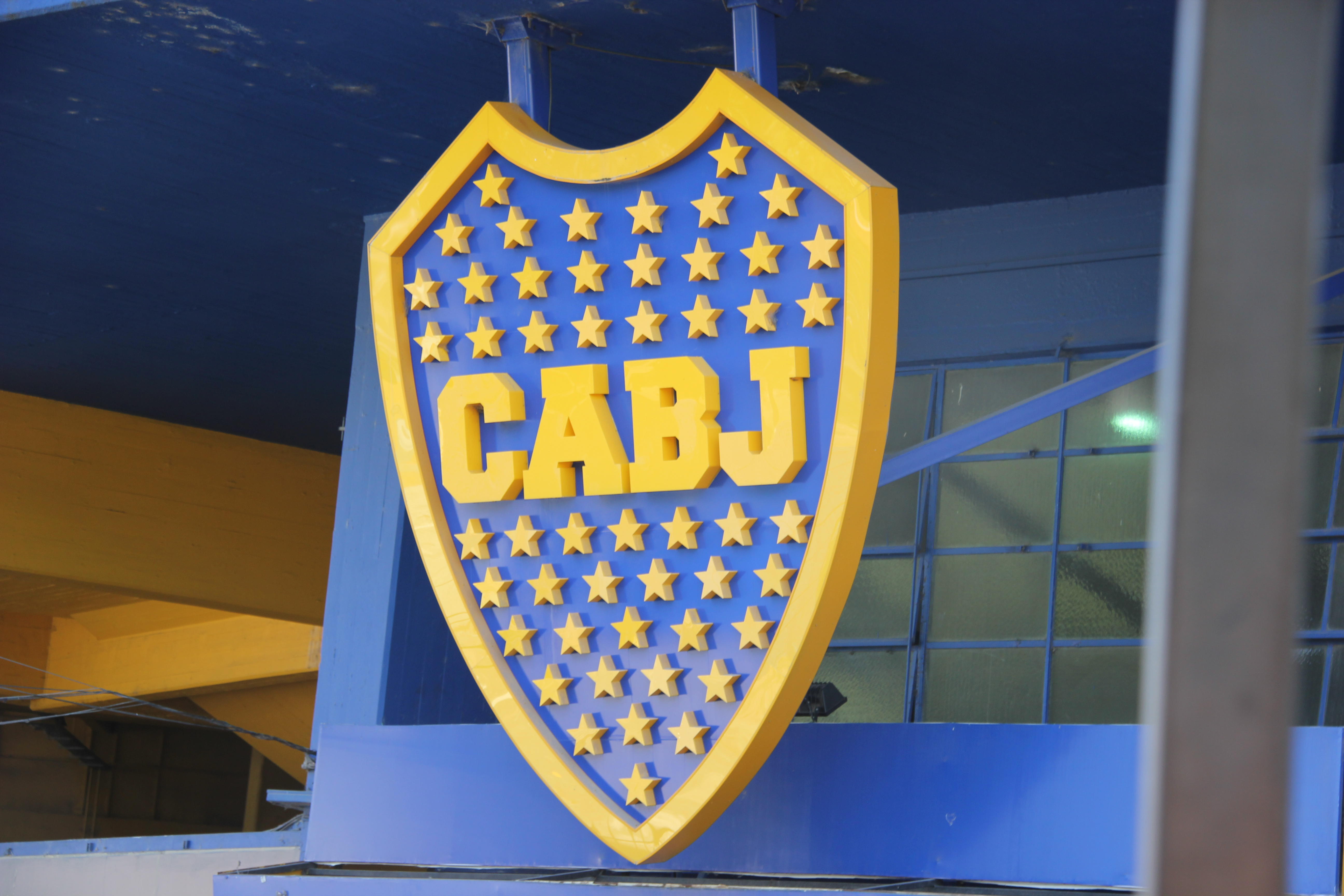
Нынешняя эмблема «Бока Хуниорс» на «Ла Бомбонере».

Всего за всю историю «Бока Хуниорс» существовало 6 эмблем клуба. Первая, учреждённая в 1922 году использовалась клубом до 1955 года. Это был белый фон с инициалами «CABJ» (Club Atlético Boca Juniors) в жёлтом цвете и горизонтальной жёлтой полосой посередине, которая меняла цвета букв от жёлтого до синего. Затем, по случаю празднования 50-летия клуба, он стал тёмно-синим с жёлтой полосой посередине и инициалами в чёрном. Эмблему дополняли лавровые ветки с обеих сторон. В 1960-х годах лавры исчезли. Был добавлен чёрный контур, а аббревиатура «CABJ» была изменена словами «Boca Juniors». В 1970-е годы модель «55» была возвращена, но без лавров, однако в ней появлялись звёзды, соответствуя 30 титулам, которые клуб выиграл до этого момента.
Позже, во втором полугодии 1996 года, произошла ещё одна модификация, за которую отвечала дизайн-студия Shakespear. Жёлтая полоса была удалена, а аббревиатура CABJ адаптирована под институциональный тип. Последняя модификация была сделана спортивной компанией Nike для формы команды 2007—08 годов. В ней они вернули жёлтую полосу, которую клуб носил в 1960-х и 1970-х годах. Все звёзды интерьера были сняты, и оставлены только три звезды в верхней части, ссылаясь на Межконтинентальные Кубки, которые клуб выиграл на то время. В дальнейшем, и по настоящее время «Бока Хуниорс» использует эмблему 1996 года с обновлением количества звёзд по победе команды в чемпионате или завоеванию ею очередного трофея.

### Эволюция эмблемы

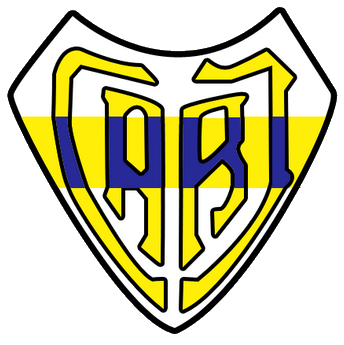
1922—1955
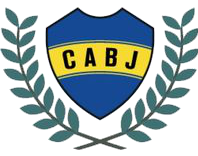
1955
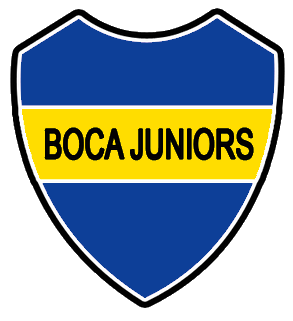
1960—1970
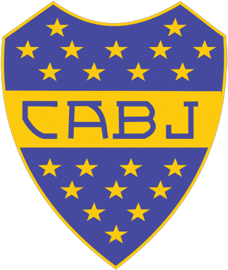
1970—1996
1996—2007
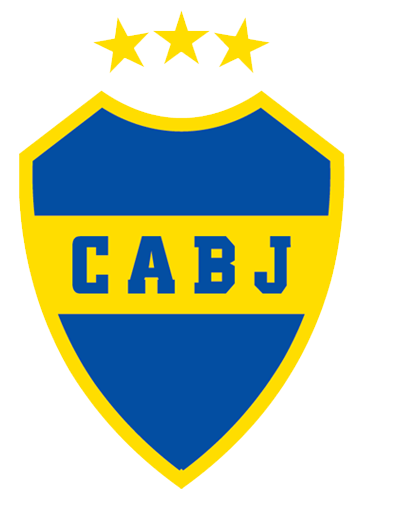
2007—2009

## Производители формы и спонсоры

Некоторые футболки из экспозиции клубного музея

Одни из первых футболок «Бока Хуниорс» начала 1900-х

| Период     | Производитель формы | Период     | Спонсоры клуба          |
| ---------- | ------------------- | ---------- | ----------------------- |
| 1979—1993  | Adidas              |            | Нет                     |
| 1979—1993  | Adidas              | 1983       | Vinos Maravilla         |
| 1979—1993  | Adidas              | 1984       | Dekalb                  |
| 1979—1993  | Adidas              | 1985       | Нет                     |
| 1979—1993  | Adidas              | 1986—1988  | Fate                    |
| 1979—1993  | Adidas              | 1989—1992  | FIAT                    |
| 1993—1996  | Olan                | 1992—1995  | Parmalat                |
| 1996       | Olan / Topper       | 1996—2002  | Quilmes                 |
| 1996—2019  | Nike                | 1996—2002  | Quilmes                 |
| 1996—2019  | Nike                | 2002—2003  | Pepsi                   |
| 1996—2019  | Nike                | 2004—2005  | Pepsi и Goodyear        |
| 1996—2019  | Nike                | 2005—2006  | Red Megatone и Goodyear |
| 1996—2019  | Nike                | 2006       | Megatone и Goodyear     |
| 1996—2019  | Nike                | 2007—2009  | Megatone и Unicef       |
| 1996—2019  | Nike                | 2009—2011  | LG и Total              |
| 1996—2019  | Nike                | 2012—2014  | BBVA и Total            |
| 1996—2019  | Nike                | 2014—2016  | BBVA и Citroën          |
| 1996—2019  | Nike                | 2016—2018  | BBVA и Huawei           |
| 2019—н. в. | Adidas              | 2018—2022  | Qatar Airways           |
| 2019—н. в. | Adidas              | 2023—н. в. | Betsson                 |

## Эволюция формы
| 1905 | 1905 | 1905—1906 | 1907—1913 | С 1913 |

### Домашняя
| 1980    | 1981    | 1983    | 1985/86 | 1991/92 | 1992/93 | 1993/94 | 1995/96 | 1996/97 | 1998/99   | 1999/00 |
| 2001/02 | 2003/04 | 2004/05 | 2006/07 | 2007/08 | 2008/09 | 2009/10 | 2010/11 | 2011/12 | 2012/13   | 2013/14 |
| 2014    | 2015    | 2016    | 2017/18 | 2018/19 | 2019/20 | 2020/21 | 2021    | 2022    | 2023—2025 | 2025    |

### Гостевая
| 1983    | 1985/86 | 1986/87 | 1991/92 | 1992/93 | 1993/94 | 1996/97 | 1998/99   | 1999/00 | 2001/02 | 2003/04 |
| 2004/05 | 2006/07 | 2007/08 | 2008/09 | 2009/10 | 2010/11 | 2011/12 | 2012/13   | 2013/14 | 2014    | 2015    |
| 2016    | 2017/18 | 2018/19 | 2019/20 | 2020/21 | 2021    | 2022    | 2023—2025 | 2025    |         |         |

### Резервная
| 2001/02 | 2011/12 | 2012/13 | 2013/14 | 2014 | 2015 | 2016 | 2017/18 | 2018/19 | 2019/20 | 2021 |
| 2022    | 2023    | 2024    | 2025    |      |      |      |         |         |         |      |

#### Кубковые комплекты

##### Домашняя
| Кубок Меркосур 1998 | Кубок Меркосур · 1990—2001 |

##### Гостевая
| Кубок Меркосур 1998 |

##### Резервная
| Кубок Меркосур 1998 |

##### Специальные и юбилейные комплекты формы
| 2005 · 100-летний юбилей* | 2005/06 | 2009/10 | 2013/14 | 2020/21 |

(*) эта форма использовалась только в двух матчах
Источники:,

## Основной состав
| 1  | Флаг Аргентины | Вр  | Серхио Ромеро     | 1987 |  |  |  |  |  |
| 12 | Флаг Аргентины | Вр  | Леандро Брей      | 2002 |  |  |  |  |  |
| 13 | Флаг Аргентины | Вр  | Хавьер Гарсия     | 1987 |  |  |  |  |  |
| 25 | Флаг Аргентины | Вр  | Агустин Марчесин  | 1988 |  |  |  |  |  |
|    |                |     |                   |      |  |  |  |  |  |
| 2  | Флаг Аргентины | Защ | Кристиан Лема     | 1990 |  |  |  |  |  |
| 3  | Флаг Уругвая   | Защ | Марсело Сараччи   | 1998 |  |  |  |  |  |
| 4  | Флаг Аргентины | Защ | Николас Фигаль    | 1994 |  |  |  |  |  |
| 6  | Флаг Аргентины | Защ | Маркос Рохо       | 1990 |  |  |  |  |  |
| 15 | Флаг Аргентины | Защ | Николас Валентини | 2001 |  |  |  |  |  |
| 17 | Флаг Перу      | Защ | Луис Адвинкула    | 1990 |  |  |  |  |  |
| 18 | Флаг Колумбии  | Защ | Франк Фабра       | 1991 |  |  |  |  |  |
| 23 | Флаг Аргентины | Защ | Лаутаро Бланко    | 1999 |  |  |  |  |  |
| 24 | Флаг Аргентины | Защ | Хуан Баринага     | 2000 |  |  |  |  |  |
| 26 | Флаг Аргентины | Защ | Марко Пеллегрино  | 2002 |  |  |  |  |  |
| 32 | Флаг Аргентины | Защ | Айртон Коста      | 1999 |  |  |  |  |  |
| 34 | Флаг Аргентины | Защ | Матео Мендия      | 2004 |  |  |  |  |  |
| 40 | Флаг Аргентины | Защ | Лаутаро ди Лольо  | 2004 |  |  |  |  |  |
| 42 | Флаг Швейцарии | Защ | Лукас Блондель    | 1996 |  |  |  |  |  |
| 48 | Флаг Аргентины | Защ | Дилан Горосито    | 2006 |  |  |  |  |  |
|    |                |     |                   |      |  |  |  |  |  |
| 5  | Флаг Аргентины | ПЗ  | Родриго Батталья  | 1991 |  |  |  |  |  |

| 8  | Флаг Чили      | ПЗ  | Карлос Паласиос          | 2000 |  |  |  |  |  |
| 14 | Флаг Аргентины | ПЗ  | Игнасио Мирамон          | 2003 |  |  |  |  |  |
| 15 | Флаг Чили      | ПЗ  | Уильямс Аларкон          | 2000 |  |  |  |  |  |
| 19 | Флаг Аргентины | ПЗ  | Агустин Мартеджани       | 2000 |  |  |  |  |  |
| 20 | Флаг Аргентины | ПЗ  | Алан Веласко             | 2002 |  |  |  |  |  |
| 21 | Флаг Испании   | ПЗ  | Андер Эррера             | 1989 |  |  |  |  |  |
| 22 | Флаг Аргентины | ПЗ  | Кевин Сенон              | 2001 |  |  |  |  |  |
| 27 | Флаг Аргентины | ПЗ  | Мальком Брайда           | 1997 |  |  |  |  |  |
| 30 | Флаг Аргентины | ПЗ  | Томас Бельмонте          | 1998 |  |  |  |  |  |
| 35 | Флаг Аргентины | ПЗ  | Эстебан Ролон            | 1995 |  |  |  |  |  |
| 38 | Флаг Аргентины | ПЗ  | Камило Рей-Доменек       | 2006 |  |  |  |  |  |
| 43 | Флаг Аргентины | ПЗ  | Мильтон Дельгадо         | 2005 |  |  |  |  |  |
| 51 | Флаг Аргентины | ПЗ  | Сантьяго Дальмассо       | 2004 |  |  |  |  |  |
|    |                |     |                          |      |  |  |  |  |  |
| 7  | Флаг Аргентины | Нап | Эсекиэль Себальос        | 2002 |  |  |  |  |  |
| 9  | Флаг Аргентины | Нап | Мильтон Хименес          | 1996 |  |  |  |  |  |
| 10 | Флаг Уругвая   | Нап | Эдинсон Кавани (капитан) | 1987 |  |  |  |  |  |
| 11 | Флаг Аргентины | Нап | Лукас Хансон             | 1994 |  |  |  |  |  |
| 16 | Флаг Уругвая   | Нап | Мигель Мерентьель        | 1996 |  |  |  |  |  |
| 33 | Флаг Аргентины | Нап | Бриан Агирре             | 2003 |  |  |  |  |  |

## Известные игроки
Ниже перечислены игроки, включённые в список «100 идолов» по версии издания «El Grafico»
- Роберто Аббондансьери (1996—2006, 2009—2010)
- Антонио Анджелилло (1956—1957)
- Родольфо Арруабаррена (1993—2000)
- Гильермо Баррос Скелотто (1997—2007)
- Хосе Басуальдо (1996; 1998—2001)
- Габриэль Омар Батистута (1990—1991)
- Себастьян Алехандро Батталья (1998—2003; 2005—2012)
- Хорхе Хосе Бенитес (1973—1981)
- Дельфин Бенитес Касерес (1932—1938)
- Хорхе Бермудес (1997—2001)
- Людовико Бидольо (1922—1931)
- Марио Бойе (1941—1949; 1955)
- Хосе Борельо (1945—1950)
- Мигель Анхель Бриндиси (1981—1982)
- Николас Бурдиссо (1999—2004)
- Франсиско Варальо (1931—1939)
- Северино Варела (1943—1945)
- Пауло Валентин (1960—1964)
- Клаудио Вакка (1938—1940; 1942—1950)
- Карлос Вельо (1976—1978; 1980)
- Бернардо Гандулья (1940—1943)
- Карлос Гарсия Камбон (1974—1977)
- Уго Гатти (1976—1989)
- Альберто Гонсалес (1962—1968)
- Пьерино Гонсалес (1949—1955; 1955—1960)
- Энрике Грабина (1985—1991)
- Альфредо Грасиани (1985—1991; 1993—1994)
- Эрнесто Грильо (1960—1966)
- Домингос да Гия (1935—1936)
- Марсело Дельгадо (2000—2003, 2005—2006)
- Блас Джунта (1989—1993, 1995—1997)
- Уго Ибарра (1998—2001; 2002—2003; 2005—2010)
- Роберто Кабаньяс (1992—1993; 1995)
- Педро Каломино (1911—1913, 1915—1924)
- Диего Канья (1996—1999, 2003—2005)
- Фабиан Каррисо (1983—1990; 1995—1996)
- Рауль Каскини (2001—2004)
- Хуан Карлос Кольман (1950—1956)
- Хорхе Альберто Комас (1986—1989)
- Оскар Кордоба (1998—2002)
- Пио Коркера (1941—1948)
- Уго Куриони (1970—1973)
- Эрнесто Ладзатти (1934—1947)
- Диего Латорре (1987—1992, 1996—1998)
- Норберто Мадурга (1965—1971)
- Карлос Макаллистер (1992—1996)
- Диего Марадона (1981—1982, 1995—1997)
- Клаудио Марангони (1988—1990)
- Хосе Мануэль Маранте (1934—1939; 1940—1950)
- Альберто Марсико (1992—1995)
- Сильвио Марсолини (1960—1972)
- Серхио Даниэль Мартинес (1992—1997)
- Эрнесто Мастранджело (1976—1981)
- Анхель Сегундо Медичи (1922—1931)
- Хулио Мелендес (1968—1972)
- Норберто Менендес (1962—1967)
- Элисео Моуриньо (1953—1960)
- Роберто Моусо (1971—1984)
- Хулио Элиас Мусимесси (1953—1959)
- Рамон Муттис (1923—1932)
- Карлос Наварро Монтойя (1988—1996)
- Родриго Паласио (2004—2009)
- Мартин Палермо (1997—2000, 2004—2011)
- Роберто Пассуччи (1981—1987)
- Висенте Перния (1973—1981)
- Уго Перотти (1977—1982; 1982—1984)
- Орландо Песанья (1961—1964)
- Наталио Пеския (1942—1956)
- Рамон Эктор Понсе (1966—1974)
- Освальдо Рубен Потенте (1971—1975; 1978—1980)
- Оскар Пьянетти (1964—1971)
- Антонио Раттин (1956—1970)
- Хуан Роман Рикельме (1996—2002; 2007; 2008—2014)
- Клементе Родригес (2000—2004, 2007, 2010—2013)
- Антонио Рома (1960—1972)
- Альфредо Рохас (1964—1968)
- Анхель Клементе Рохас (1963—1971)
- Роберто Рохель (1968—1975)
- Франсиско «Панчо» Са (1976—1980)
- Вальтер Самуэль (1997—2000)
- Марио Санабрия (1976—1980; 1982)
- Хайме Сарланга (1940—1948)
- Маурисио Серна (1998—2002)
- Кармело Симеоне (1962—1967)
- Хуан Симон (1988—1994)
- Роландо Скьяви (2001—2005; 2011—2012)
- Карлос Адольфо Соса (1941—1951)
- Педро «Арико» Суарес (1930—1942)
- Рубен Сунье (1969—1972, 1976—1980)
- Доминго Тараскони (1922—1932)
- Карлос Тевес (2001—2005; 2015—2016)
- Америко Тесориере (1916—1927)
- Марсело Троббиани (1973—1976, 1981—1982)
- Дарио Фельман (1975—1978)
- Энцо Ферреро (1971—1975)
- Роберто Черро (1926—1935)
- Марио Эваристо (1926—1932)
- Альфредо Эльи (1916—1928)
- Хуан Юстрич (1932—1937)

## Другие виды спорта
Баскетбол
Баскетбольная команда «Бока Хуниорс» становилась дважды чемпионом Аргентины (1996/97, 2003/04), 5 раз завоёвывала Кубок Аргентины (2002, 2003, 2004, 2005, 2006), и трижды — Клубный чемпионат Южной Америки по баскетболу (2004, 2005, 2006). Баскетбольная команда выступает на арене, известной как La Bombonerita (Маленькая Бомбонера).
Мини-футбол
Мини-футбольная (футзальная) «Бока Хуниорс» — 6-кратный чемпион Аргентины (1992, 1993, Клаусура 1997, Апертура 1998, Клаусура 2003, Клаусура 2011).
Волейбол
Волейбольная команда 3 раза становилась чемпионом Аргентины (турниры Метрополитано в 1991, 1992, 1996). Из-за проблем с финансированием команду распустили, но позже она была восстановлена. Вновь выступает в Высшей Лиге с 2005 года.
Автоспорт
С 2005 года в Аргентине проводятся чемпионаты среди команд, спонсируемых футбольными клубами. В заездах принимают участие бывшие футболисты. Первым чемпионом «Top Race V6» стал бывший футболист «Боки» Висенте Перния.
Женский футбол
Женская футбольная команда «Боки» 19 раз становилась чемпионом Аргентины.